# Zougdidi
 (janvier 2016).
Si vous disposez d'ouvrages ou d'articles de référence ou si vous connaissez des sites web de qualité traitant du thème abordé ici, merci de compléter l'article en donnant les références utiles à sa vérifiabilité et en les liant à la section « Notes et références ».
Zougdidi (en géorgien : ზუგდიდი) est une ville de Géorgie. Située à l'ouest du pays, à une trentaine de kilomètres de la côte de la mer Noire et non loin de la ligne de séparation avec l'Abkhazie,
Elle est la capitale de la région de Mingrélie-Haute Svanétie et la ville principale d'un district éponyme (Zougdidi).

## Géographie
La ville est au centre de la plaine de Colchide, où Jason aurait selon la légende trouvé la Toison d'or. Elle est également située au pied de la chaîne montagneuse du Caucase et de cette ville part la vallée de la Svanétie (ainsi que la route menant à Mestia).

## Histoire
L'un des masques mortuaires de Napoléon est exposé au musée historique de Zougdidi. Il existe en effet un lien entre l'empereur français et la Mingrélie : un petit-neveu de Napoléon (et petit-fils du maréchal d'Empire napoléonien Joachim Murat), Achille Charles Louis Napoléon Murat (1847-1895), a quitté la France et épousé la princesse Salomé Davidovna (1848-1913), sœur du dernier prince de la dynastie Dadiani-Tchikovani qui a régné sur la Mingrélie jusqu'à l'annexion de la Géorgie par la Russie en 1867.

## Population
Selon l'Office national des statistiques de Géorgie, Zougdidi compte 42 700 habitants au 1er janvier 2016.

## Jumelages
| Ville | Ville     | Pays | Pays       | Période     |
| ----- | --------- | ---- | ---------- | ----------- |
|       | Columbus, |      | États-Unis | depuis 1997 |
|       | Columbus, |      | États-Unis |             |
|       | Dnipro,   |      | Ukraine    | depuis 2014 |
|       | Pokrovsk, |      | Ukraine    |             |

## Économie
La ville abrite aujourd'hui de nombreuses personnes déplacées d'Abkhazie et connaît un fort taux de chômage ; mais à l'époque soviétique, Zougdidi était un important centre de traitement et de commerce du thé, cultivé dans la région. Le jardin botanique était également réputé, mais il est resté plusieurs années à l'abandon, faute de moyens ; la situation s'est récemment améliorée. La ville possède une gare ferroviaire pour  voyageurs et bénéficie de liaisons directes, y compris par trains couchettes, avec Tbilissi, ce qui facilite l'expansion du tourisme vers la Svanétie.   

## Personnalités liées à la ville
- Nona Gaprindashvili, joueuse d'échecs ;
- Mourtaz Khourtsilava, ancien entraîneur de l'équipe de Zougdidi et entraîneur de l'équipe géorgienne de football ;
- Bacho Akhalaïa (1980-), homme politique géorgien

## Galerie

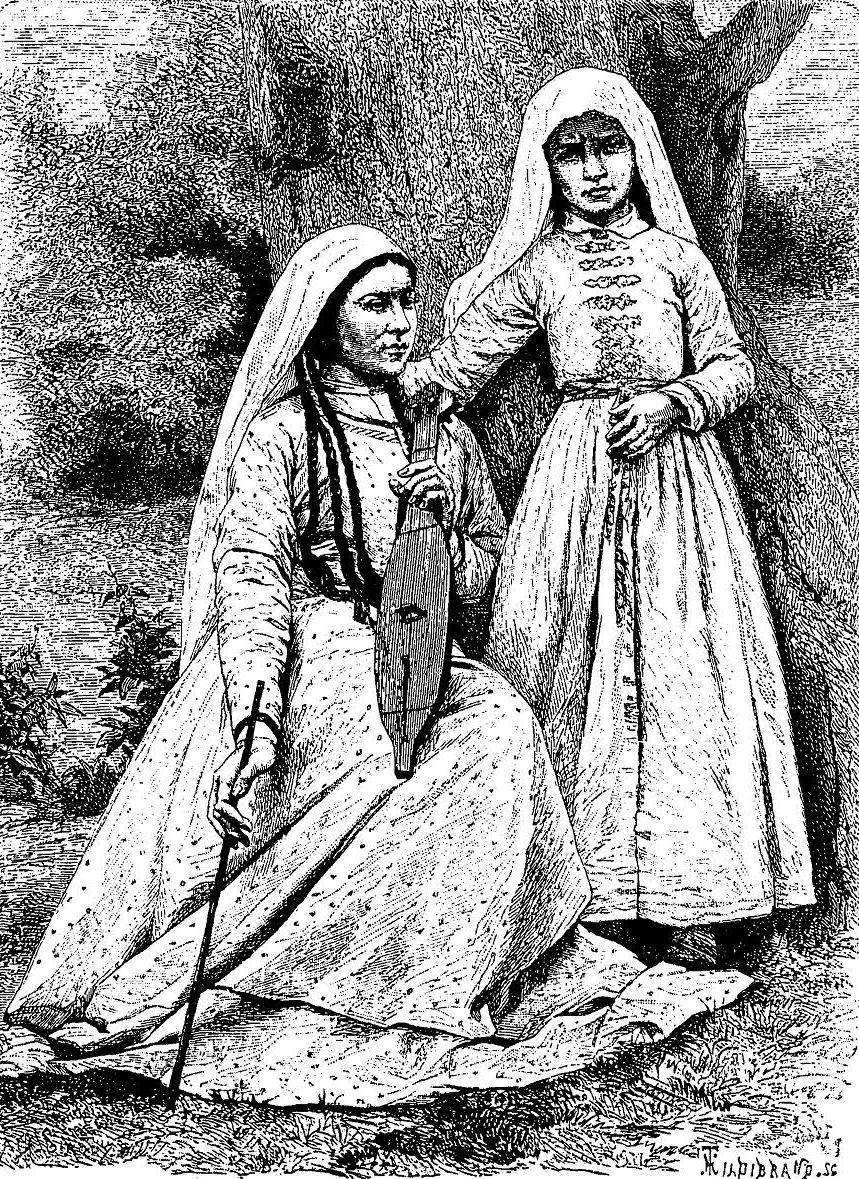
Femmes de Zougdidi, 1884. Gravure de Henri Théophile Hildibrand d'après une photo de Hermann Roskoschny.
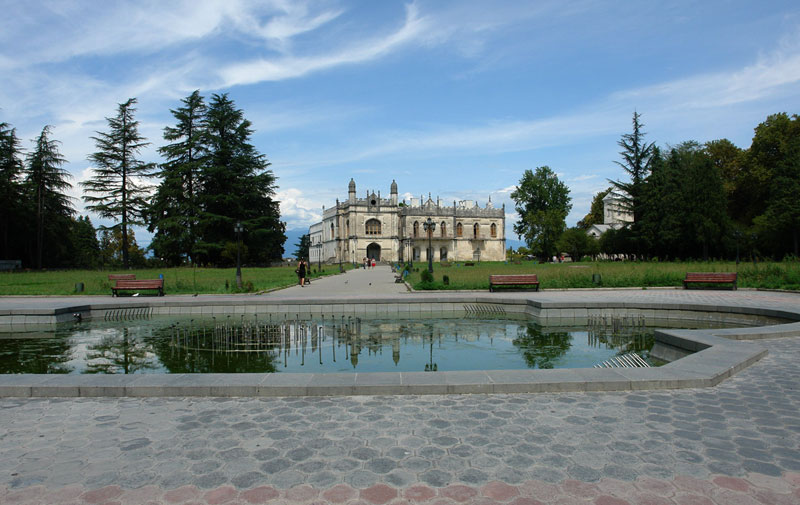
Le palais Dadiani, à Zougdidi.